# Карловські
Карловські або Карльовські (пол. Karlowscy, Karłowscy) — шляхетській рід гербу «Правдич». Є відгалуженням роду Жерницьких пол. Żernicki. Етимологія прізвища — від населеного пункту Карлов у Ленчицькому воєводстві пол. Karłów. 
Зазначене прізвище роду має західнослов'янське походження

## Представники
Відомі: 

- Мацей Карловський 1549 р., син Якуба Вілчка з Лонжку (пол. Łążku, коло Гостині);
- Ян Карловський (Іновроцлавське воєводство) підписував елекцію короля Міхала;
- Міхал Карловський у Бжесько-Куявському воєводстві (Берестейське воєводство, Куявсько-Поморське воєводство);
- Влодислав Карловський з Познанського воєводства;
- Ян Карловський в «землі нурській» (Мазовецьке князівство) часів Августа III;
- Олександр Карловський одружений з Христиною Іловською, від шлюбу з якою мав сина Яна Карловського (коло 1714 р.);
- Лонгін Карловський підстолій бидгоський 1759 р. і староста крушвицький у 1760 р. (вбитий †1764 р.), у 1763 р. отримав «королівський консенс» на передачу того староства роду Потоцьких. Лонгін був сином мечника добжинського Юзефа Карловського і Терези Хжоствоської, шлюб мав з Маріанною Мєрувною (донька Вільгельма каштеляна слонського — від населеного пункту пол. Słońsk);
- Анджей Карловський 1786 р. у Познанському воєводстві;
- Шимон Карловський коморник земський закрочимський син Юзефа Карловського (його брати Ігнатій та Йоахім), у 1784 р. мав спадок від Томаша Карловського стольника смоленського;
- Станіслав і Юзеф Карловські згадані у сеймовій Конституції 1768 року;
- Август Карловський майор коронних військ у 1793 р.;
- Каспер Карловський влодимерський городничий у 1739 р.